# Stefano Lamberti

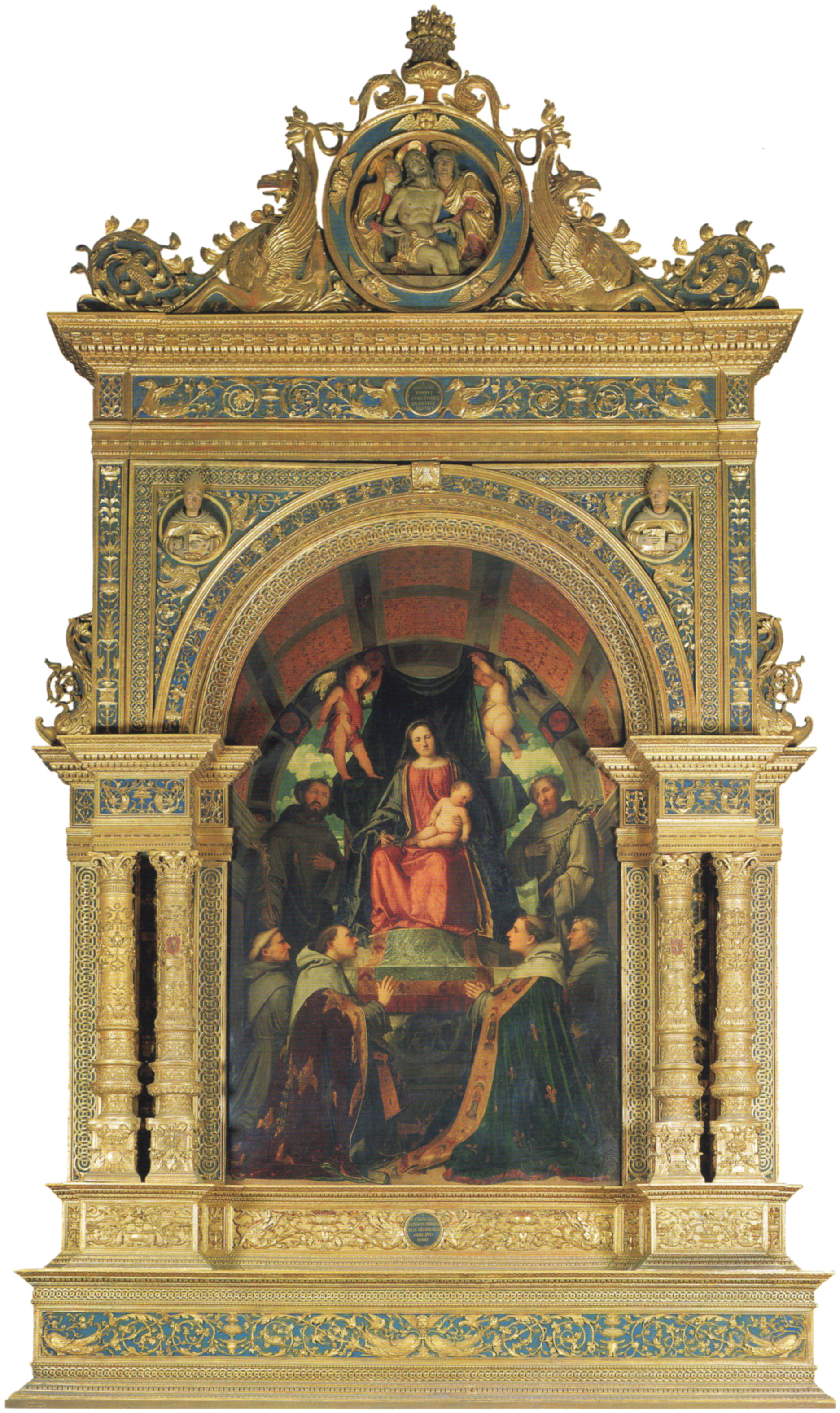
Stefano Lamberti, Rahmen Altarbild des Heiligen Franziskus, geschnitztes und vergoldetes Holz, 1502, San Francesco d’Assisi, Brescia

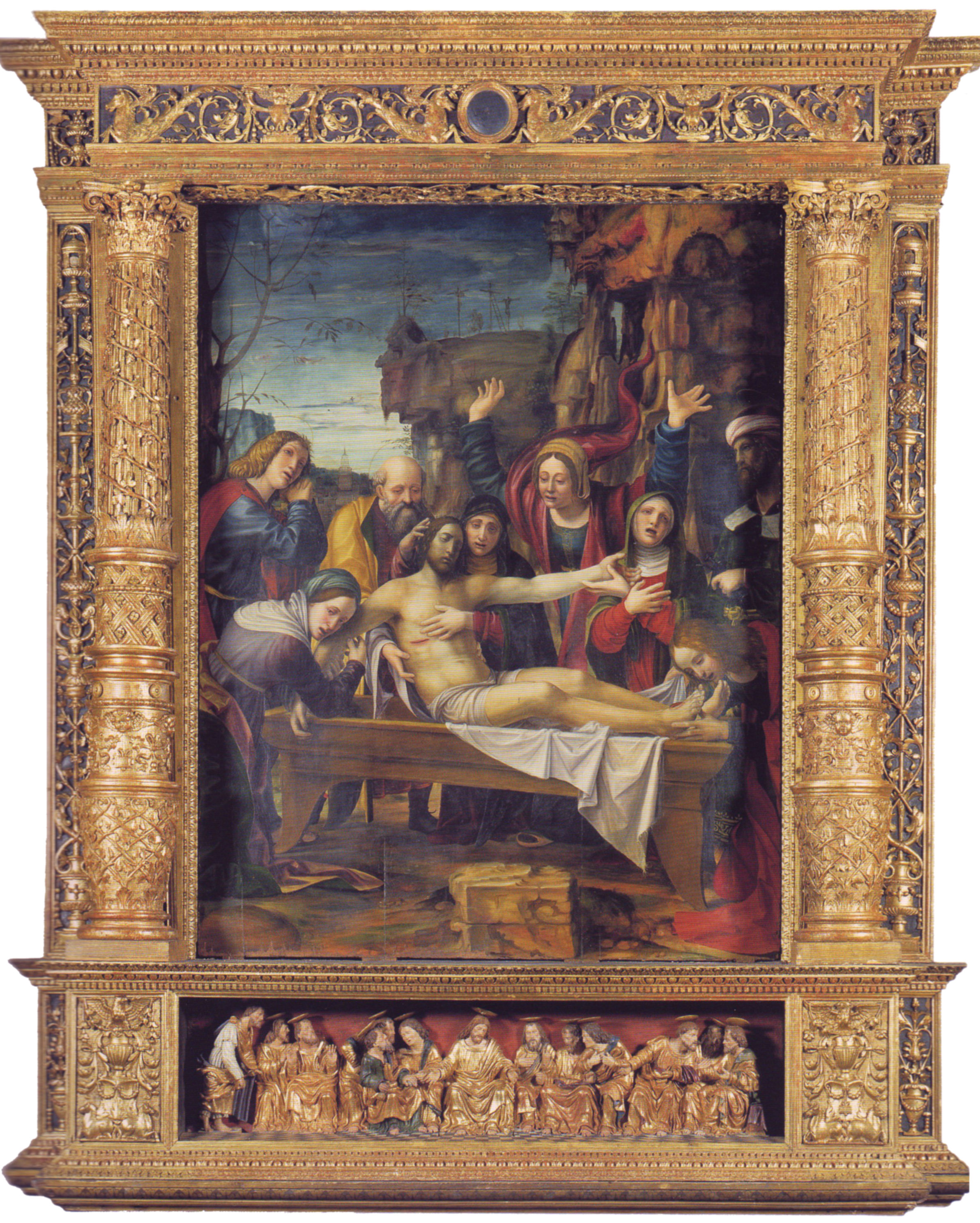
Stefano Lamberti, Rahmen einer Kreuzabahnme von Bernardo Zenale und Letztes Abendmahl, geschnitztes, vergoldetes und bemaltes Holz, 1509, San Giovanni Evangelista, Brescia

Stefano Lamberti (* 1482 in Brescia; † 23. November 1538 ebendort) war ein italienischer Bildhauer und Notar.

## Biografie
Der Vater von Stefano Lamberti, Piero Lamberti, ist wahrscheinlich mit einem in der zweiten Hälfte des 15. Jahrhunderts in Brescia tätigen Notar zu identifizieren, Es ist noch zu prüfen, ob es sich bei Stefano Lamberti um den gleichnamigen Notar handelt, der 1548 anlässlich der Eintragung des Sohnes Prospero in das Bürgerregister bereits als tot im Goldenen Buch des brescianischen Adels eingetragen war.
Es gibt keine Informationen über Stefano Lambertis künstlerische Ausbildung, die unter der Leitung des Mailänder Schnitzers Bernardino di Coyri stattgefunden haben könnte, der von Lamberti in einem Register von 1517 als sein Gläubiger genannt wurde.
Ein monumentaler hölzerner, geschnitzter und vergoldeter Altaraufsatz umrahmt das von Romanino für den Hauptaltar der Kirche San Francesco d’Assisi in Brescia gemalte Altarbild des Heiligen Franziskus aus dem Jahr 1502 und ist wahrscheinlich das erste Werk, das ihm zugeschrieben werden kann, insbesondere aufgrund klarer stilistischer Bezüge zu anderen dokumentierten Werken. Der Rahmen trägt eine Inschrift mit dem Datum der Ausführung und dem Namen des Auftraggebers, des Generals des Franziskanerordens Francesco Sanson, er war viele Jahre vor dem Gemälde von Romanino entstanden, das auf die Jahre 1516–1517 datiert werden kann. Der ursprünglichen Auftrag für den Altar wurde Leonardo da Vinci übertragen, der jedoch nie über eine schematische Skizze hinausgekommen ist. Um das Projekt nicht vollständig aufzugeben, wurde es Romanino als „Zweitbesten“ angeboten.
Beim Altarbild des hl. Franziskus zeigt Lamberti eine Reihe von strukturellen und dekorativen Lösungen, die letztlich das ständige Repertoire seiner Werke als Schnitzer sein sollten. Es gibt eine Vielzahl von Ornamenten, die jenen Details sehr ähnlich sind, mit denen einige Jahre zuvor an den Friesen des Palazzo della Loggia experimentiert wurde. Es wurde eine komplexe architektonische Ausstattung entwickelt, die in der Lage ist, eine starke Kontinuität sowohl mit der Umgebung als auch mit dem verbundenen Altarbild zu gewährleisten. Der figürliche Teil des Rahmens enthält zwei Büsten von Heiligen Bischöfen in Scheiben und eine Pietà, die das oberen Fries krönt.
Lambertis Vertrag über den Holzrahmen für eine Kreuzabnahme von Bernardo Zenale für die Kapelle des Allerheiligsten in der Kirche San Giovanni Evangelista in Brescia stammt vom 13. Februar 1509. Dies ist das erste dokumentierte Werk des Bildhauers. Wahrscheinlich als Rückwand eines Gemäldes, präsentiert es in seiner Plastizität Ähnlichkeiten mit dem Säulenportal der Kirche Santa Maria dei Miracoli, der größten experimentellen Innovation des Renaissancestils, in der Brescianer Bildhauerei des 15. Jahrhunderts. Ebenfalls von Lamberti stammt die Holzgruppe des Letzten Abendmahls, die als Predella für das Altarbild von Zenale aufgestellt wurde, und die Gruppe im oberen Bogen mit dem Gott Vater und Engeln.
Am 30. Mai 1513 beauftragte ihn die Gemeinde, ein echtes skulpturales Polyptychon in zwei Reihen mit sechs Nischen zu schaffen, das ebenso viele Statuen von Maria und den Heiligen Christophorus, Josef, Franziskus, Rochus und Apollonius enthält, darüber Gott Vater, wahrscheinlich als Halbfigur in einem Bogen. Das verlorene Werk befand sich ursprünglich in der Kirche San Rocco und dann, nach der 1516 erfolgten Zerstörung, in der Kirche San Giuseppe, wo es bis 1668 erwähnt wird.
1513 wurde er von einem Mitglied der Familie Brunelli beauftragt, eine Statue des Heiligen Rochus zu schnitzen, die heute in der Sakristei der Pfarrkirche von Bassano Bresciano aufbewahrt wird. Von diesem Werk ist ein Zahlungsbeleg aus dem Folgejahr bekannt.
Zwischen 1509 und 1514 fertigte er für die Pfarrkirche von Condino einen hölzernen Heiligen Abt Antonius an. Die Zuschreibung dieses Werkes erfolgte erstmals 1890 von Papaleoni und wurde von den nachfolgenden Kunstkritikern einstimmig akzeptiert.
Zwischen 1515 und 1518 schnitzte er das Gehäuse für die Orgel der alten Kathedrale von Brescia, das dann zwischen 1539 und 1540 ersetzt und 1668 in die Kirche Santa Maria in Valvendra in Lovere überführt wurde, wo es zusammen mit den von Floriano Ferramola in Zusammenarbeit mit dem noch jungen Moretto bemalten Türen noch heute erhalten ist. Der Rahmen für das Altarbild der Heiligen Justina, das 1514 von Romanino für die Basilika Santa Giustina in Padua gemalt wurde, heute im Musei civici di Padova, konnte ebenfalls in den gleichen Jahren aufgestellt werden. Die tatsächliche Urheberschaft dieses Werkes ist jedoch zweifelhaft, da es kaum dekorative Figuren gibt, die auf Lambertis Altarbildern immer zu beobachten sind.
Zwischen 1518 und 1519 schnitzte der Bildhauer den Rahmen für die Madonna del Tabarrino, eine Tafel von Alessandro Moretto in der Kirche San Giovanni Evangelista in Brescia, eine Kopie eines älteren Freskos. Ursprünglich in der Kapelle der Madonna del Tabarrino untergebracht, ist es wahrscheinlich bei den Renovierungsarbeiten von Alessandro Calegari im 18. Jahrhundert verloren gegangen.
Zwischen dem Ende des 2. und dem Beginn des 3. Jahrzehnts des Jahrhunderts gibt es mehrere Holzkunstwerke mit ungewisser Zuschreibung. Die Gruppe des Auferstandenen Christus zwischen den Heiligen Johannes dem Täufer und Martin in der Pfarrkirche von Vezza d'Oglio stammt aus der dieser Zeit.
Um 1520 muss wahrscheinlich die Ausführung einer Madonna mit Kind auf dem Thron für die Kirche San Girolamo in Gottolengo, die Lamberti dank stilistischer Gegenstücke zugeschrieben wurde, angesetzt werden. Bemerkenswert ist die Tatsache, dass das Kapitel des Karmelitenordens von San Girolamo in diesem Jahr den Notar „Stephanum de Lambertis“ aus Brescia zu ihren Prokurator ernannt hatten. Der Text erwähnt nicht den Beruf des Schnitzers, aber er stellt immer wieder das Problem der zweifelhaften, doppelten beruflichen Qualifikation des Bildhauers dar.
Aus dem 3. Jahrzehnt gibt es auch das Altarbild des Hochaltars der Kirche Santa Lucia in Giustino, dessen Zuordnung jedoch zwischen Lamberti und Maffeo Olivieri umstritten ist. Die, wenn auch zweifelhafte, Urheberschaft wäre jedoch auf den Ersten, auf der Grundlage formaler Ähnlichkeiten mit der Madonna in der Kirche San Rocco a Passirano zurückzuführen, die jenem zugeschrieben wird. Eine Verwechslung zwischen den beiden Bildhauern bei der Zuschreibung der Werke ist nicht neu, nicht nur wegen des Stilzusammenhangs, sondern auch wegen der Farbbeschichtungen, welche wahrscheinlich immer vom gleichen Maler ausgeführt wurden. Letzterer wäre ein nicht identifizierter „Zuan Antonio del lago Dalugano“ oder Paolo da Caylina il Giovane.
Im Jahre 1530 erhielt ein „Stefano intaiador“, der als Lamberti da Papaleoni identifiziert wurde, eine Zahlung von 400 Lire für die Herstellung einer Pietà, die auf dem Altar der Scuola del Santissimo Sacramento in der Pfarrkirche von Condino steht.
Während seiner künstlerischen Reife schlug Bruno Passamani vor, den Heiligen Martin auf dem Thron der Pfarrkirche von Corteno Golgi, auch wegen der stilistischen Zuschreibung einer Madonna auf dem Thron mit Kind, die in derselben Kirche aufbewahrt wird, Lamberti zuzuschreiben. Letztere stammt jedoch nicht von Lamberti, sondern von Tiburzio Del Maino und kann zwischen 1524 und 1529 datiert werden.
1530 übernahm Stefano Lamberti von Agostino Castelli die Funktion des Bürgermeisters von Brescia, die er bis zu seinem Tod innehatte. Im selben Jahr erhielt er den Auftrag, ein Modell für das neue Portal des Palazzo della Loggia zu entwickeln, das dann von Nicolò da Grado ausgeführt wurde und heute noch vorhanden ist. Weitere Aufträge betreffen einige Arbeiten an der Festung Garzetta, die nicht mehr existiert, und verschiedene Instandhaltungsarbeiten an den Stadtmauern.
Laut Pandolfo Nassino starb Lamberti am 23. November 1538 in Brescia.